# 黄花鸡爪草
黄花鸡爪草（学名：Calathodes palmata）为毛茛科鸡爪草属下的一个种。

## 扩展阅读
- 維基物種上的相關：黄花鸡爪草